# Beyond the Law - L'infiltrato
Beyond the Law - L'infiltrato (Beyond the Law) è un film del 2019 diretto da James Cullen Bressack.

## Trama
Frank Wilson è un ex poliziotto che è costretto a tornare alla sua vecchia vita dopo l'omicidio di suo figlio. Così senza perdere tempo, si mette alla ricerca di risposte tra le persone più pericolose e corrotte della città. E si incrocia così il percorso di un detective determinato a scoprire la verità, ma dovranno confrontarsi con la criminalità locale e un misterioso criminale divenuto uomo d'affari.